# R-27 (탄도 미사일)
R-27 미사일은 소련의 잠수함 발사용 탄도 미사일(SLBM)이다. DIA SS-N-6, NATO Serb라고 부른다. 북한이 제작한 것은 노동B라고 부른다. 골프급 잠수함과 호텔급 잠수함에서 사용하던 기존의 R-11(스커드), R-13 미사일이 R-21(노동1호)로 대체되었고, 이것이 양키급 잠수함에 장착되는 R-27(노동B) 미사일로 대체되었다.

## 소련판 폴라리스
1960년대에, 미국 해군에는 잠수함 발사용인 UGM-27 폴라리스가 있었고, 소련 해군에는 잠수함 발사용인 R-27이 있었다. 폴라리스와 R-27은, 사거리가 3000 km 정도 되고, 3발의 MIRV 핵탄두를 탑재하며, 잠수함 발사용이고, 실전배치기간도 거의 같다.

## 조선민주주의인민공화국
2004년 영국의 군사전문지 제인스 디펜스 위클리는 조선민주주의인민공화국이 1993년 일본의 고철 거래상으로부터 러시아의 퇴역 골프급 잠수함 12대를 구입했고, 이 잠수함에 남아 있던 R-21 미사일 발사 시스템에서 미사일 개발과 관련해 중요한 요소를 얻었다고 보도했다.
노동 1호의 중량과 직경 그리고 사정거리 등의 특징은 러시아의 R-21과 유사하며, R-21의 개량형으로 추정된다.
조선민주주의인민공화국은 R-27의 개량형이라는 무수단 미사일을 개발한 것으로 알려졌다.
2010년 10월 10일 오전, 노동당 창건 65주년을 맞아 김일성 광장에서 벌어진 열병식에서 8기의 R-27 미사일이 등장했다. 2007년 4월 인민군 창건일 열병식에서도 등장했다. 원래 러시아의 R-27 미사일은 잠수함 발사형과 수상함 발사형만 알려져 있는데, 북한의 열병식에서는 이동식 차량 발사대에 탑재되어 공개되었다.
무수단 미사일은 오키나와, 괌을 사거리 내에 둔다.

## 이란
독일의 일간지 빌트는 2005년 12월 이란이 18개의 완제품 노동B 미사일들을 부품상태로 위장하여 북한으로부터 구입했다고 보도했다. 이란이 이스라엘뿐 아니라 중부유럽(프랑스 파리 남부까지)도 핵공격이 가능할 것이라고 보도했다. 코람샤흐르 미사일 참조.

## 파생형
R-27K 라는 수상함 발사버전도 소련에서 개발되었다. K가 러시아어로 수상함(Korabelnaya, ship-based)의 약자이다.

### R-27
- 중량: 14.200 kg
- 직경: 1.50 m
- 길이: 8.89 m
- 날개폭: 1.50 m
- 탄두중량: 650 kg
- 탄두: 1.0 Mt 급 핵탄두 1개
- 사거리: 2400 km
- CEP: 1.9 km
- 발사대: project 667A 잠수함

### R-27U
- 중량: 14.200 kg
- 직경: 1.50 m
- 길이: 8.89 m
- 날개폭: 1.50 m
- 탄두중량: 650 kg
- 탄두: 200 Kt 급 핵탄두 3개
- 사거리: 3,000 km
- CEP: 1.3 km
- 발사대: project 667AU 잠수함

## 사용국가
소련R-27
 조선민주주의인민공화국R-27 copy, BM25/Musudan-1
 이란R-27 copy, BM25/Musudan-1

## 같이 보기
- 폴라리스 미사일 - 미국 최초의 잠수함 발사용 탄도 미사일
- R-11 - 스커드 미사일
- R-13
- R-21 - 노동 1호 미사일의 원형
- R-27 - 노동B 미사일의 원형